# Medea Abrahamyan
Medea Abrahamyan (arménien : Մեդեա Աբրահամյան), née le 8 mars 1932 à Erevan et morte le 3 mars 2021 dans le même ville, est une violoncelliste arménienne, qui fut professeure au Conservatoire Komitas d'Erevan.

## Biographie
Medea Abrahamyan est née en 1932 à Erevan. Elle a reçu sa formation musicale à dix ans à la Tchaikovsky Music School of Yerevan et, plus tard, au Conservatoire Komitas d'Erevan. En 1956, elle est diplômée du Conservatoire Tchaïkovski de Moscou et a été l'une des élèves du célèbre violoncelliste Mstislav Rostropovitch. Elle est récipiendaire du prix à la Vihaan International Festival of Arts (2e prix, 1955), the First Youth Festival of Armenia (1er prix, 1957) et de Moscow All-Union Competition for Cellists (1er prix, 1961).
Medea Abrahamyan a été admirée et reçue chaleureusement par des personnes dans de nombreux pays à travers le monde, y compris la France, l'Allemagne, la Belgique, le Luxembourg, la Pologne, la Bulgarie, la République tchèque, la Slovaquie, la Hongrie, la Roumanie, l'Islande, la Corée, les États-unis, le Canada, l'Argentine, l'Uruguay, la Syrie, le Liban, les républiques de l'ex-URSS et plus. Parallèlement à ses interprétations d'œuvres de compositeurs classiques et contemporains, les œuvres de compositeurs arméniens pour le violoncelle constituent une partie importante de la longue liste de performances de Medea Abrahamyan. En outre, elle a été la créatrice de la plupart de ces œuvres qui lui ont été dédicacées.
Parallèlement à ses concerts, Medea Abrahamyan a également enseigné au Conservatoire Komitas d'Erevan et pendant une décennie à la Tchaikovsky School. Elle a enseigné à des étudiants de différentes nationalités et éduqué des générations de musiciens, dans sa classe, qui est maintenant largement reconnue non seulement en Arménie, mais aussi à l'étranger.
Elle a été membre des jurys de plusieurs concours internationaux, dans toute l'union des républiques et a donné des master classes

## Récompenses
- Prix d'État de l'URSS, 1973
- Artiste du peuple de l'URSS, 1980
- Chevalier de l'Art arménien, 2007
- 1re médaille de diplôme pour services rendus à la patrie, 2012[5]
- Citoyenne d'honneur de Roussé, ville de Bulgarie
- RA Prime Minister's Gold Medal, 2016
- Principale bénéficiaire de la Nairi Pan-Armenian music festival, 2017

### Livres
- (ar) Anna Barsamyan, Araksi Sarian, Medea Abrahamyan" Erevan, 2000
- (ar + ru) Medea Abrahamyan, Կատարողի մտորումներ, Erevan, 2014
- (ar) Rosa Yeghiazaryan, Solo pour violoncelle, Erevan, 2016
- Sergey Manvelyan, Medea Abrahamyan, Erevan, 2016

### Journal et articles de journaux
- Mladá fronta, 1955, 3.června, Praha
- Рачев Х., Един незабравим концерт, Червено знаме, 1958, 28 ноември, Видин, България
- 조선 방문 쏘련 예술단 본도 공연, 평얀, 평얀, 1960, 7 월 29 일
- Jihlava, 1963, červen, Československo
- Саакян Н., Глубокая душа виолончели, Коммунист, Ереван, 1969, 5 октября
- Le soir, 1972, 28 décembre, Beyrouth, Liban
- Հովհաննիսյան Արմեն, Նվիրում և վաստակ, Սովետական Հայաստան, Երևան, 1973, սեպտեմբերի 23
- Cabrera N., Ciclo de musique en el Coliseo: No sólo para Armenios, Clarin, Buenos Aires, 2 de mayo de 1973
- F. E., Embajada Apabullante, El País, 24 de mayo de 1973, Montevideo, Uruguay
- Բերկո Մարինա, Նվիրվում է Մեդեա Աբրահամյանին..., Սովետական արվեստ, Երևան, 1978, n ° 2, էջ 45-48:
- Золотова И., Источник взаимного обогащения (Медея Абрамян и армянская виолончельная соната), Советская музыка, Москва, 1978, № 8, с. 83-86.
- Բրուտյան Ց., Հայաստան աշխարհի հրաշքներից մեկը, Հայաստան, Երևան, 1994, մայիսի 12
- Грицевич В., На концерте Медеи Абрамян, Монреаль-Торонто, 1997, Монреаль, Канада
- Դանիել Երաժիշտ, Միջազգային մրցույթների հայազգի առաջին դափնեկիրները, Երաժշտական Հայաստան, Երևան, 2010, № 2, էջ 61-62:
- Sarkissian S., Ritterin der armenischen Kunst: Médée Abrahamyan, Köln, 2013, № 1, s. 34-35.
- Рухкян М., Вы рождены для виолончели, Новое время, Ереван, 1999, 30 января, с. 4.